# Oovi

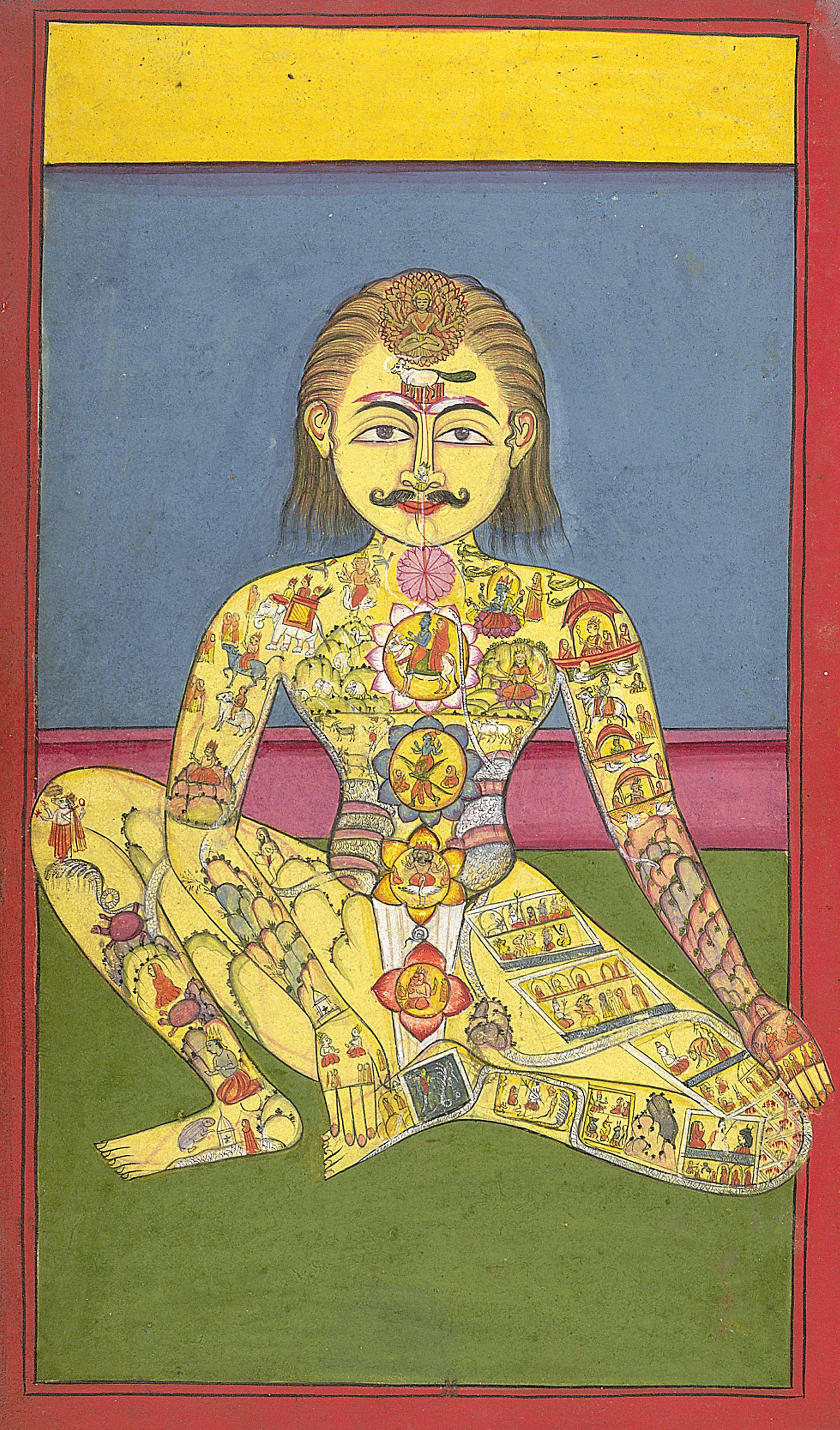
Oude Tibetaanse kaart met de 7 Chakra's en de belangrijkste marmapunten.

Oovi (Oovi-punt) is een marmapunt gelegen op het bovenbeen. Marmapunten worden in Oosterse filosofieën gebruikt bij massage, yoga, reflexologie en reiki. Men gelooft dat een marmapunt op een nadi ligt en zo een uitwerking kan hebben op een bepaald lichaamsdeel, proces of emotie
| Oovi    |                                                                       |
| ------- | --------------------------------------------------------------------- |
| Positie | Oovi is gelegen op het midden van de voorzijde van het bovenbeen      |
| Functie | dit punt heeft invloed op spirituele groei en het streven naar doelen |

## Overige marmapunten
Naar schatting zijn er 62.000 marmapunten in het lichaam. De belangrijkste 52 zijn: